# Pinkpop 1989
Pinkpop 1989 werd gehouden op 15 mei 1989 in Landgraaf. Het was de 20e editie van het Nederlands muziekfestival Pinkpop en de tweede in Landgraaf. Er waren circa 40.000 toeschouwers.
Presentatie: Jan Douwe Kroeske.

## Optredens
- R.E.M.
- Marc Almond met La Magia
- Tanita Tikaram
- John Hiatt & The Goners
- Jeff Healey Band
- Nits
- Pixies
- Rory Block
- Elvis Costello
- Fishbone